# James Kempt
James Kempt (Edimburgo, 1765 – Londra, 20 dicembre 1854) è stato un generale britannico.

## Biografia

### I primi anni e l'inizio della carriera
Nato ad Edimburgo nel 1765, era figlio di Gavin Kempt di Batley Hall, nell'Hampshire.
Kempt entrò in servizio nell'esercito britannico nel 1783 e venne destinato al 101º granatieri in India, ma dopo due anni venne messo a mezza paga quando il reggimento venne soppresso e dovette trovare lavoro come impiegato presso Greenwoods. Tornò in servizio grazie al principe Federico, duca di York, che gli fece ottenere il ruolo di capitano del 113º fanteria,  reggimento che venne anch'esso soppresso. Questa volta, però, Kempt fu mantenuto in servizio a paga piena nel servizio reclutamento.
Nel 1799 Kempt accompagnò Sir Ralph Abercromby nei Paesi Bassi e poi in Egitto come suo aiutante di campo personale. Dopo la morte di Abercromby, Kempt rimase nello staff del suo successore sino alla fine della campagna d'Egitto. Nell'aprile del 1803 entrò nello staff di Sir David Dundas, ma tornò poi al suo incarico di reggimento, ottenendo il grado di tenente colonnello dell'81º reggimento di fanteria. Col suo nuovo reggimento, sotto il comando del generale Craig,  operò nell'area del Mediterraneo e prese parte alla battaglia di Maida il 4 luglio 1806.

### La guerra peninsulare
Assegnato dal 1807 al 1811 al quartier generale del nord America, ottenne il brevetto di colonnello sul finire del 1811 e passò al seguito dell'armata di Arthur Wellesley, marchese di Wellington in Spagna dove gli venne dato localmente il grado di maggiore generale, riconosciutogli anche in patria dal 1º gennaio 1812. Divenuto uno dei generali al servizio del generale Thomas Picton, Kempt prese parte all'assalto di Badajoz dove venne pesantemente ferito. Ritornando in servizio, venne posto al comando di una brigata di fanteria leggera (composta dal 43º fanteria, dal 95º fucilieri e dal 3º fanteria leggera portoghese) per prendere parte alla battaglia di Vitoria dal 21 giugno 1813. Guidò la sua brigata anche nella battaglia dei Pirenei alla fine di luglio e nella battaglia di Bidassoa dove le sue truppe attaccarono le difese francesi presso il monte La Rhune il 7 ottobre. Guidò i suoi uomini nella battaglia di Nivelle il 10 novembre, dove venne nuovamente ferito. Nel 1814, guidò la sua brigata nelle battaglie di Orthez e Tolosa.

### In Canada ed a Waterloo
Dopo la prima abdicazione di Napoleone Bonaparte, Kempt venne trasferito nuovamente in nord America, dove si stava ancora combattendo la guerra del 1812 tra inglesi e americani. Comandò una brigata incaricata di attaccare l'avamposto di Sackets Harbor, presso New York, ma problemi logistici gli impedirono di portare a compimento il progetto e per questo finì per accamparsi in Canada. La notizia della pace tra Inghilterra ed America lo raggiunse nei primi mesi del 1815 e di conseguenza Kempt tornò in Europa.
Venne nominato comandante dell'8ª brigata nell'armata di Wellington che si raccolse nella regione dell'odierno Belgio con l'intento di invadere la Francia. I suoi uomini si componevano del 28º reggimento fanteria, del 32°, del 79° Highland e del 95º fucilieri ed erano inquadrati nella 5ª divisione comandata dal generale Picton. Alla battaglia di Quatre Bras, la brigata di Kempt venne coinvolta in pesanti scontri perdendo in tutto 638 uomini tra morti e feriti. Alla battaglia di Waterloo del 18 giugno, la sua brigata venne nuovamente coinvolta nel combattimento perdendo in tutto 681 uomini tra morti e feriti. Alla morte del generale Picton, Kempt gli succedette al comando della sua divisione. All'inizio del 1815 venne creato commendatore dell'Ordine del Bagno ed a luglio, per i meriti acquisiti a Waterloo, ottenne la gran croce.
Il re d'Olanda lo creò cavaliere dell'Ordine Militare di Guglielmo. Divenne quindi vicegovernatore di Portsmouth e comandante generale del South-West District nell'agosto del 1819.
Dal 1828 al 1830 fu governatore generale del Canada, mostrando fermezza e moderazione. Fu quindi Master-General of the Ordnance. Morì nella sua casa di Londra a South Audley Street, nel 1854 dopo aver raggiunto il grado di generale ed aver lasciato ai suoi eredi una fortuna di 120.000 sterline.